# Mestra Internacional de Xadrez
Mestra Internacional ou Mestre Internacional Feminino (WIM ou MIF) é um dos títulos vitalícios concedidos pela Federação Internacional de Xadrez às enxadristas profissionais. A maneira comum de obter o título WIM é semelhante aos títulos abertos, onde é necessário obter um rating FIDE de 2200 e três normas de rating performance de 2250 são necessárias contra oponentes com classificação superior a 2030 em média. As vice-campeãs do Campeonato Mundial Feminino Júnior, as Campeãs Mundiais Juvenis Sub-18 e Sub-16, bem como as medalhistas do Campeonato Continental e as Campeãs Continentais e Regionais Sub-18 da seção feminina recebem diretamente o título.

## Mestras Internacionais brasileiras
Em 2020, a FIDE listava as seguintes mestras internacionais brasileiras:
- Joara Chaves
- Juliana Terao
- Jussara Chaves
- Kathie Librelato
- Larissa  Ichimura
- Maria Cristina de Oliveira
- Regina Ribeiro
- Tatiana Ratcu
- Vanessa Feliciano